# 维克托·切尔诺梅尔金
维克托·斯捷潘诺维奇·切尔诺梅尔金（俄语：Виктор Степанович Черномырдин，發音：[ˈvʲiktər sʲtʲɪˈpanəvʲɪtɕ tɕɪrnɐˈmɨrdʲɪn]；1938年4月9日—2010年11月3日），俄罗斯政治家，曾任俄罗斯总理。

## 早年
切尔诺梅尔金生于俄罗斯南部奥伦堡州的一个哥萨克的村子──黑尖堡村。1957年毕业于奥尔斯克技术学校，曾在奥尔斯克石油加工厂当钳工、机械员、压缩机和抽气机司机。后在苏军服役，复员后返回原厂。任这个厂的工艺设备主任、副总工程师。1972年毕业于莫斯科工学院经济工程师专业，获技术学副博士学位，是俄罗斯工程科学院院士。1973年起连续六年担任奥尔斯克石油加工厂厂长。

## 工作
1978年切尔诺梅尔金来到莫斯科，任重工业部督导员。1982年起担任苏联天然气工业部副部长，1985年任天然气工业部部长，同时兼任全苏秋明天然气工业联合公司领导人，由此获得“天然气大王”的雅称。1985年，他结识了邻近秋明的斯维尔德洛夫斯克州的党委第一书记叶利钦。1989年当选为国家天然气工业康采恩理事会主席。

## 政府总理
1992年5月切尔诺梅尔金任俄罗斯副总理，同年12月任总理、安全会议常务委员。1995年5月12日当选为“我们的家园—俄罗斯”全俄社会政治运动政治委员会主席（该运动于2000年5月停止活动）。1996年8月10日再次当选为总理。1997年4月任俄总统下属临时紧急情况委员会主席，同年5月任俄罗斯进步力量联盟协调委员会主席。1998年3月23日去职，5月26日被免去安全会议常务委员职务。8月23日，正值俄罗斯金融危机加剧之际，叶利钦总统任命他为代总理，同年9月11日免去代总理职务。

## 驻乌克兰大使
2001年5月10日俄罗斯总统普京任命切尔诺梅尔金出任俄罗斯驻乌克兰大使，同时兼任俄乌经贸关系发展委员会总统特别代表。切尔诺梅尔金正式出任俄驻乌克兰大使后，俄乌关系在这一时期取得重大突破。乌克兰时任总统库奇马短短4年内与普京会晤近40次，两国不仅解决了复杂的边界问题，经济合作水平也屡创新高。乌克兰还决定加入俄倡导的由俄罗斯、乌克兰、哈萨克斯坦和白俄罗斯组成的四国统一经济空间。

## 資料來源
1. ↑  Barry, Ellen and Schwirtz, Michael. . 紐約時報. 2010-11-03  [2010-11-03]. （原始内容存档于2011-05-14）.

## 外部連結
- Советник Президента Российской Федерации Черномырдин Виктор Степанович Сайт Президента Российской Федерации （俄文）
- Афоризмы и высказывания Черномырдина （页面存档备份，存于） （俄文）
- Черномырдин Виктор Степанович （页面存档备份，存于） на «Биография.ру» （俄文）

| 官衔                     | 官衔                                     | 官衔                         |
| ------------------------ | ---------------------------------------- | ---------------------------- |
| 前任者： 葉戈爾·蓋達爾   | 俄罗斯总理 1992年12月14日-1998年3月23日  | 繼任者： 鲍里斯·叶利钦       |
| 前任者： 謝爾蓋·基里延科 | 俄罗斯代總理 1998年8月23日-1998年9月11日 | 繼任者： 葉夫根尼·普里馬科夫 |